# ペリヤクラム
ペリヤクラム（பெரியகுளம்；Periyakulam）は、インド南部のタミル・ナードゥ州テーニ県にある都市。ペリヤクラム郡の中心都市であり、ペリヤクラム市が設置されている。

## 地理
北緯：10° 7' 0　／　東経：77° 32' 60
| 県外 - チェンナイまで 536km - ティルッチラーッパッリまで 217km - マドゥライまで 89km - コーヤンブットゥールまで 194km - カンニヤークマリまで 331km | 県内 - テーニまで 20km - アーンディッパッティまで 20km - ボーディナーヤッカヌールまで 36km |

## 政治
ペリヤクラム選挙区では、2001年の州議会議員選挙ではAIADMKのO・パンニールセルヴァムが当選し、2006年の州議会議員選挙でも連続当選を果たした。